# Mělčany
Mělčany (in tedesco Mieltschan) è un comune della Repubblica Ceca facente parte del distretto di Brno-venkov, in Moravia Meridionale.